# Bitheca fundata
Bitheca fundata är en tvåvingeart som beskrevs av Marshall 1987. Bitheca fundata ingår i släktet Bitheca och familjen hoppflugor. Inga underarter finns listade i Catalogue of Life.